# 新日本海新聞社
株式会社新日本海新聞社（しんにほんかいしんぶんしゃ）は、鳥取県鳥取市に本社を置く日本の新聞社。日本海新聞および大阪日日新聞を発行している。

## 沿革
- 1883年（明治16年）6月28日 - 「日本海新聞」の源流となる「山陰隔日新報」創刊。
- 1885年（明治18年）10月 - 「山陰隔日新報」廃刊、身代わり紙として「鳥取新報」創刊。
- 1939年（昭和14年）10月 - 「鳥取新報」「因伯時報」「山陰日日新聞」の3紙が合同し、山陰同盟「日本海新聞」が誕生。
- 1946年（昭和21年）9月 - 米子市で「山陰日日新聞」（旧社とは別会社）創刊。
- 1963年（昭和38年）10月 - 日本海新聞社（旧社）が山陰日日新聞社を吸収合併、鳥取県の地方紙は「一県一紙」体制となる。
- 1975年（昭和50年）
  - 6月 - 旧社が労働争議で倒産・廃刊。県民の復刊運動広がる。
  - 12月 - 倒産した旧社の受け皿として「新日本海新聞社」設立。
- 1976年（昭和51年）5月1日 - 廃刊していた「日本海新聞」の発行を旧社から題字と紙齢（号数）を引き継ぐ形で再開。
- 1989年（平成元年）11月 - 鳥取市富安2丁目に現社屋を建設。
- 2000年（平成12年）8月 - 大阪日日新聞社が傘下に入る。
- 2002年（平成14年）11月 - 大阪日日新聞社の社名をザ・プレス大阪に変更。
- 2008年（平成20年）2月1日 - ザ・プレス大阪を吸収合併。「大阪日日新聞」を発行する大阪本社を設立。
- 2014年（平成26年）4月14日 - 大阪本社が大阪市北区中津6丁目のグッドヒルグループ・ビルに移転。
- 2023年（令和5年）6月13日 - 同日付朝刊にて、大阪本社発行の大阪日日新聞の7月31日付け朝刊をもっての休刊を発表する[1]。日本海新聞は引き続き新聞発行を継続する[2]。

## 事業拠点
本社

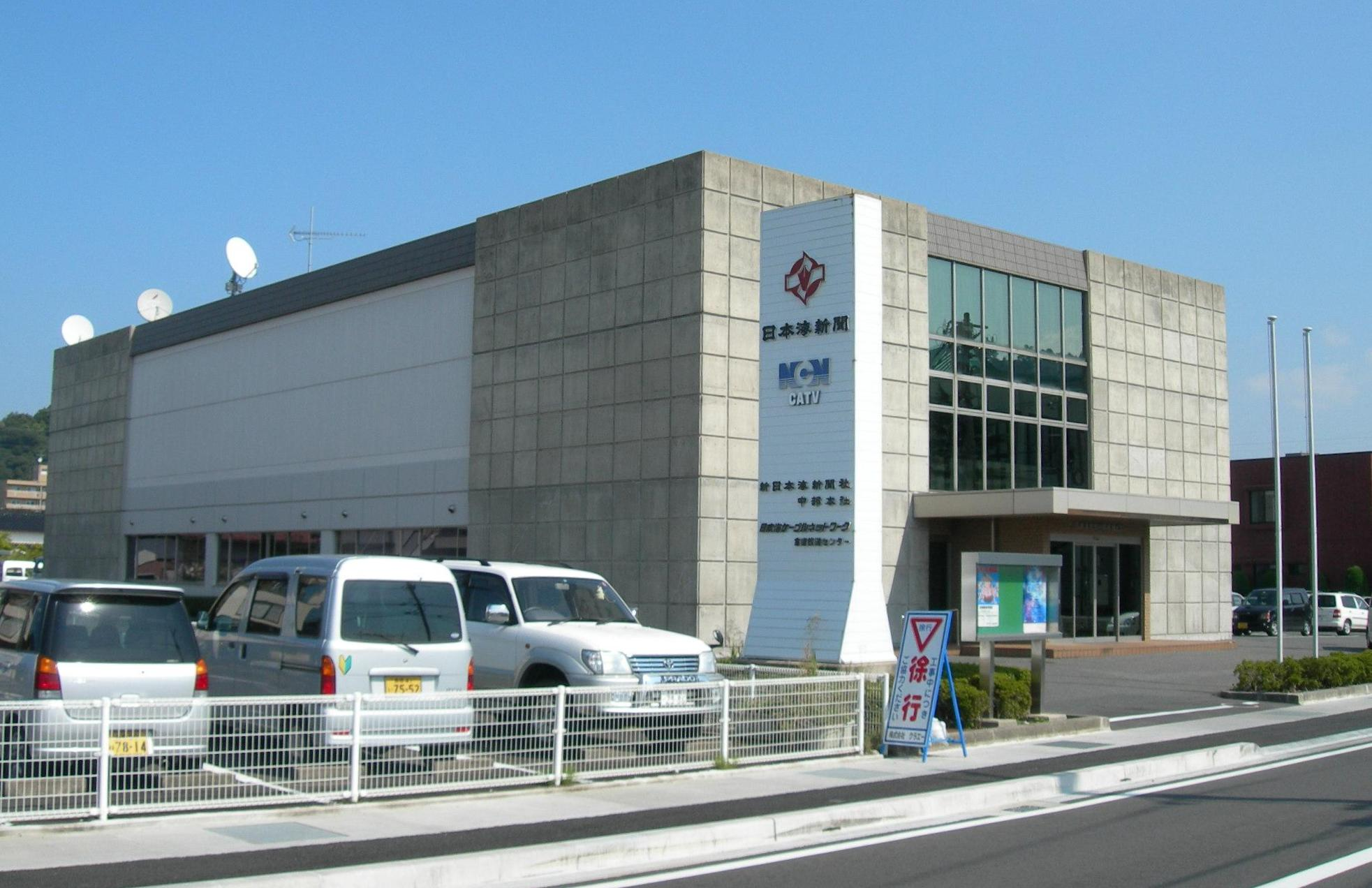
中部本社

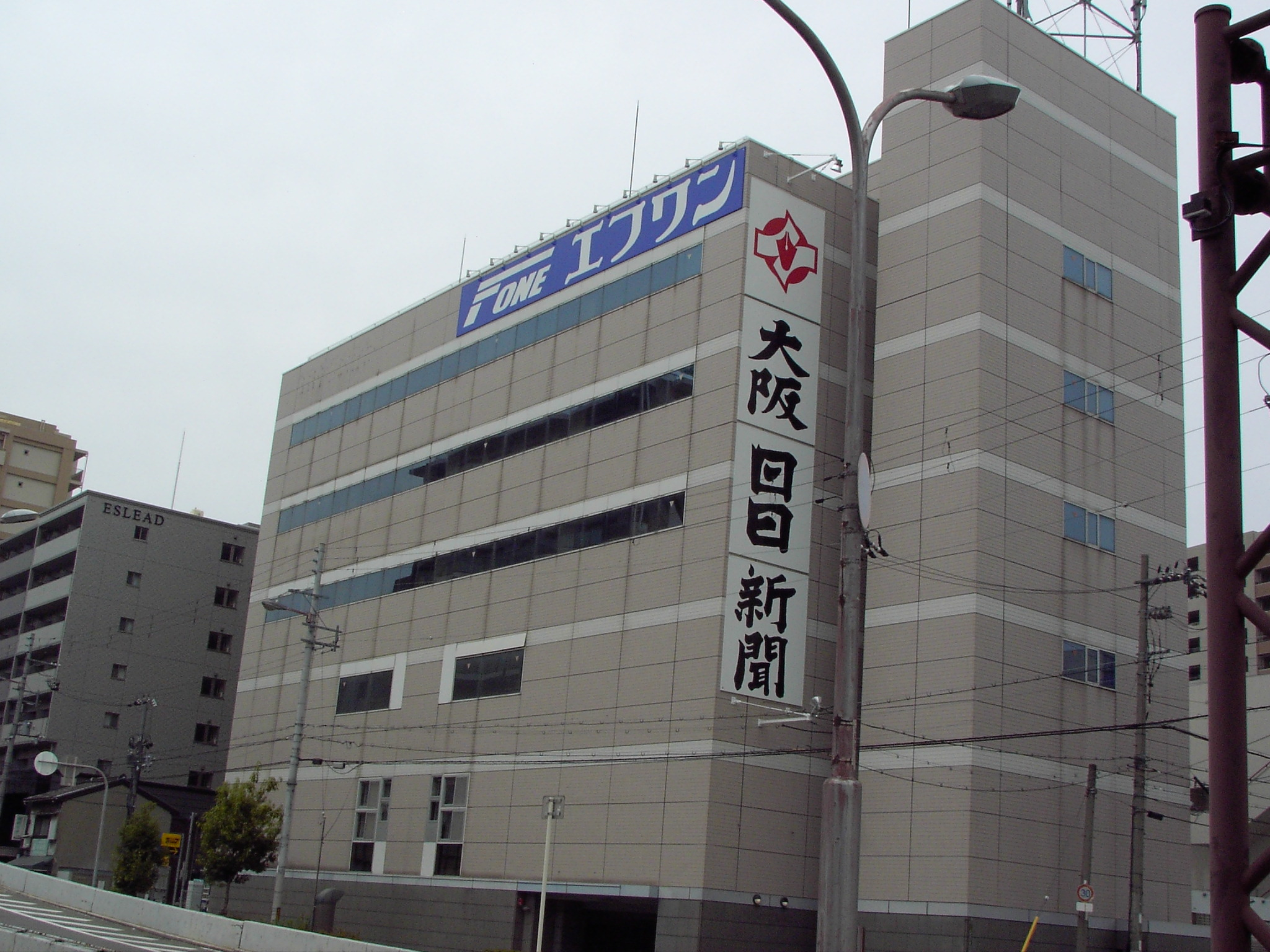
大阪本社

- 東部本社 - 鳥取県鳥取市富安2丁目137番地
- 中部本社 - 鳥取県倉吉市上井町1丁目156番地
- 西部本社 - 鳥取県米子市両三柳3060番地
- 大阪本社 - 大阪府大阪市北区中津6丁目7番1号

支社
- 但馬支社 - 兵庫県美方郡新温泉町芦屋145-3
- 境港支社 - 鳥取県境港市元町130 まるかビル4F
- 松江支社 - 島根県松江市殿町111 センチュリービル1F
- 東京支社 - 東京都港区元赤坂1-1-7 モードサイドビル3F

支局
- 安来支局 - 島根県安来市安来町765-1 足立ビル2F
- 東伯支局 - 鳥取県東伯郡琴浦町逢東500-1 東伯ビル2F
- 日野支局 - 鳥取県日野郡日野町根雨336-17
- 広島支局 - 広島県広島市中区大手町2-1-7 フローラル大手町2F

通信部
- 豊岡通信部 - 兵庫県豊岡市九日町下町24-3 ガーデンブライトA201号

## コラム
- 日本海新聞のコラムのタイトルは「海潮音」（かいちょうおん）。
- 大阪日日新聞のコラムのタイトルは「潮騒」（しおさい）。
※「潮騒」は基本的には「海潮音」と同一内容である。

## 関連企業
「吉岡が傘下に収める企業」に掲載。なお、同じ鳥取県内にある日本海テレビとは、新社となって以降は資本関係も含め何の関係もない（ただし、倒産した旧社は設立母体として関係していた）。また放送関係では山陰放送の前身・ラジオ山陰が開局当初鳥取県のニュースを山陰日日新聞共々提供していたが、その後撤退している（島根県のニュースは島根新聞→山陰中央新報の提供を受けていた。現在の新社発足から10年が過ぎた1986年に日本海テレビが山陰中央テレビ共々共同筆頭出資したエフエム山陰には新社が資本参加しており、同局で現在も鳥取県のニュースは日本海新聞、島根県のそれは山陰中央新報からの提供を受けている）。
現在はエフエム山陰のほか、コミュニティ放送のFM鳥取で鳥取県のニュースを放送している。エフエム山陰では必ず「グッドヒル」のスポンサーがつく。